# ロンド形式
ロンド形式（ロンドけいしき、伊:rondo）は、楽曲の形式の一つ。異なる旋律を挟みながら、同じ旋律（ロンド主題）を何度も繰り返す形式。
日本語(漢字)では、ロンドを「輪舞曲」(大辞泉)もしくは「回旋曲」(大辞林)と表記する。

## 一般的なスタイル
古典派以降では、複合三部形式の一種とみなすことのできる、次の2つの形式が一般的になった。
- それぞれ大ロンド形式（だい――）、小ロンド形式（しょう――）と呼ばれる。

複合三部形式
| 主部 | 主部 | 主部 | 中間部  | 主部 | 主部 | 主部 |
| ---- | ---- | ---- | ------- | ---- | ---- | ---- |
| A    | B    | A    | C D ... | A    | B    | A    |

大ロンド形式
| A | B | A | C | A | B | A |

小ロンド形式
| A | B | A | C | A |

なお、古くは以下のような形をとっていた。
| A | B | A | C | A | D | A |

## ロンド形式による著名な作品
- R.シュトラウス：ティル・オイレンシュピーゲルの愉快ないたずら

### 大ロンド形式
- モーツァルト：アイネ・クライネ・ナハトムジーク 第4楽章
- メンデルスゾーン：劇付随音楽「夏の夜の夢」より「結婚行進曲」
- シューマン：「幻想小曲集」より「飛翔」
- チャイコフスキー：バレエ音楽「くるみ割り人形」より「行進曲」
- マーラー：交響曲第5番嬰ハ短調 第5楽章

### 小ロンド形式
- ベートーヴェン：エリーゼのために、ピアノ・ソナタ第8番ハ短調「悲愴」第2楽章
- ショパン：マズルカ第5番変ロ長調
- チャイコフスキー：バレエ音楽「くるみ割り人形」より「葦笛の踊り」
- マーラー：交響曲第5番嬰ハ短調 第1楽章
- ラヴェル：亡き王女のためのパヴァーヌ

### ロンドを題名にもつ楽曲
- ショパン：ロンド ハ短調・変ホ長調・ハ長調、マズルカ風ロンド、ロンド・クラコヴィアク
- サン＝サーンス：序奏とロンド・カプリチオーソ
- ストラヴィンスキー：王女たちのロンド（『火の鳥』の一部）
- ロベルト・シューマン：子供のためのアルバム第22曲「ロンド」
- 伊福部昭：倭太鼓とオーケストラのためのロンド・イン・ブーレスク

## ロンド形式を楽曲の一部で利用した作品

### 日本の楽曲
- 松任谷由実： 輪舞曲（ロンド）
- 奥井雅美：輪舞-revolution（ロンド・レボリューション）